# Anleitung zum Konservativsein
Anleitung zum Konservativsein ist ein von Alexander Gauland, damals Herausgeber der Märkischen Allgemeinen Zeitung, 2002 in der Deutschen Verlags-Anstalt (DVA) veröffentlichtes Sachbuch.

## Inhalt
Der Autor zeichnet ein subjektives Bild des politischen Konservatismus in Deutschland. Er beschreibt zunächst das belastete Verhältnis von Konservativen zum Nationalsozialismus, geht dann auf die Ablehnung gegenüber dem deutschen Nationalstaatsgedanken ein. Einen großen Teil des Buches nehmen die historischen Persönlichkeiten Edmund Burke und Friedrich der Große ein. Gauland kritisiert in der Folge die seines Erachtens fehlenden Symbole einer Nation und den Mangel an Geschichte in Deutschland. Sowohl die Wirtschaft als auch das Bürgertum seien nicht mehr das, was sie einmal waren, und Begrifflichkeiten wie Familie, Heimat, Leitkultur, Tradition und Kunst hätten nicht mehr entscheidende Bedeutung für die politische Rechte und würden zum Teil durch andere Akteure besetzt. Nach einer Beschreibung konservativer deutscher Außenpolitik und Beziehungen zu anderen Ländern fordert Gauland abschließend die Entschleunigung der technisch fortschreitenden Gesellschaft.

## Rezensionen
Der Politikwissenschaftler Jens Hacke rezensierte für H-Soz-u-Kult: „Ein kulturkritischer Gestus durchzieht seinen kurzweiligen Essay, in dem er den Geltungsverlust von Werten, Ideen und Traditionen beklagt. Den im Kern optimistischen Modernitätstraditionalisten der gar nicht mehr so „skeptischen Generation“ hält er in altkonservativer Weise entgegen [...] Gauland variiert in seiner Schrift alle gängigen konservativen Leitartikler-Topoi und setzt mit seinem Plädoyer für den historischen Sinn und die Behutsamkeit im Umgang mit Religion und Tradition keine überraschenden Duftmarken. Indes, da alles allgemein bleibt, wird auch selten klar, worin die Aufgabe des Konservativen heute liegen könnte.“
Der Zeit-Journalist Richard Herzinger sieht das Buch als „besinnlichen Weltanschauungsessay“.
Norbert Seitz gab im Tagesspiegel an: „So bedenkenswert seine Warnungen auch sein mögen – Gauland schert sich mit seiner Anleitung zu wenig um eine Grenzziehung zwischen wünschenswerter Stabilität und abträglicher Verkrustung. Für seine Position, dass gerade wegen der geringen Veränderungsgeschwindigkeit der deutschen Politik ihre Resultate so haltbar seien, steht wohl keine Partei mehr zur Verfügung.“
Die Berliner Literaturkritik zitiert Ulrich Specks Resümee aus der Frankfurter Rundschau: „Das aufmunternde Gelb des Buchumschlags konterkariere der Autor im Text mit düsteren Farben und apokalyptischen Tönen. Wer den Konservatismus als politische Kraft im einundzwanzigsten Jahrhundert wieder beleben wolle, der müsse mehr bieten als eine Bilanz der Verluste und abgrundtiefe Abneigung gegen die Spaßgesellschaft.“

## Ausgabe
- Alexander Gauland: Anleitung zum Konservativsein. DVA, Stuttgart [u. a.] 2002, ISBN 3-421-05649-8.